# Felahiye
Felahiye ist eine Stadtgemeinde (Belediye) im gleichnamigen Ilçe (Landkreis) der Provinz Kayseri in der türkischen Region Zentralanatolien und gleichzeitig ein Stadtbezirk der 1988 gebildeten Büyükşehir belediyesi Kayseri (Großstadtgemeinde/Metropolprovinz). Seit der Gebietsreform 2013 ist die Gemeinde flächen- und einwohnermäßig identisch mit dem Landkreis.
Der ursprüngliche Name bis 1924 lautete Rumdigin. Die Deutung armenisch „Hrom-digin“ (griechische Dame) ist vermutlich eine Volksetymologie.
Felahiye liegt im Norden der Provinz, etwa 40 Kilometer nördlich der Provinzhauptstadt Kayseri. Der Kreis/Stadtbezirk grenzt im Osten an Özvatan und Bünyan, im Süden an Kocasinan und im Norden an die Provinz Yozgat. Landstraßen verbinden die Stadt im Westen mit Boğazlıyan in der Provinz Yozgat, im Osten mit Özvatan und im Südosten mit der Fernstraße D-260 von Kayseri nach Sivas. Im Süden des Kreises liegt der Berg Başhöyük Tepesi mit 1698 Metern. Im Südosten folgt die Grenze zu Kocasinan etwa dem Fluss Kızılırmak, der dort zum Yamula Barajı aufgestaut ist. Etwa fünf Kilometer nordwestlich der Kreisstadt liegt der kleine Stausee Kepiç Göleti.
Fünf Kilometer westlich von Felahiye befindet sich beim ehemaligen Dorf Kepiç (seit 2013 ein Mahalle) ein römisches Hausgrab.
Der Kreis wurde 1957 durch Ausgliederung des gleichnamigen Bucaks mit 13 Dörfern aus dem zentralen Landkreis (Merkez Ilçe) gebildet (Gesetz Nr. 7033). Er bestand (bis) Ende 2012 neben der Kreisstadt aus den beiden Stadtgemeinden (Belediye) Büyük und Kayapınar sowie neun Dörfern (Köy), die während der Verwaltungsreform 2013 in Mahalle (Stadtviertel/Ortsteile) überführt wurden. Die vier existierenden Mahalle der Kreisstadt blieben unverändert erhalten, die Mahalle der beiden kleineren Belediye wurden vereint und zu je einem Mahalle reduziert, ebenso wurden die Dörfer zu Mahalle heruntergestuft. Dadurch stieg deren Zahl auf 15 an. Ihnen steht ein Muhtar als oberster Beamter vor.
Ende 2020 lebten durchschnittlich 328 Menschen in jedem dieser (nun) 17 Mahalle, 788 Einw. im bevölkerungsreichsten (Büyüktoraman İstiklal Mah.).